# Serruria leipoldtii
Serruria leipoldtii är en tvåhjärtbladig växtart som beskrevs av Phillips & Hutchinson. Serruria leipoldtii ingår i släktet Serruria och familjen Proteaceae. Inga underarter finns listade i Catalogue of Life.